# Joseph Wagenhäuser

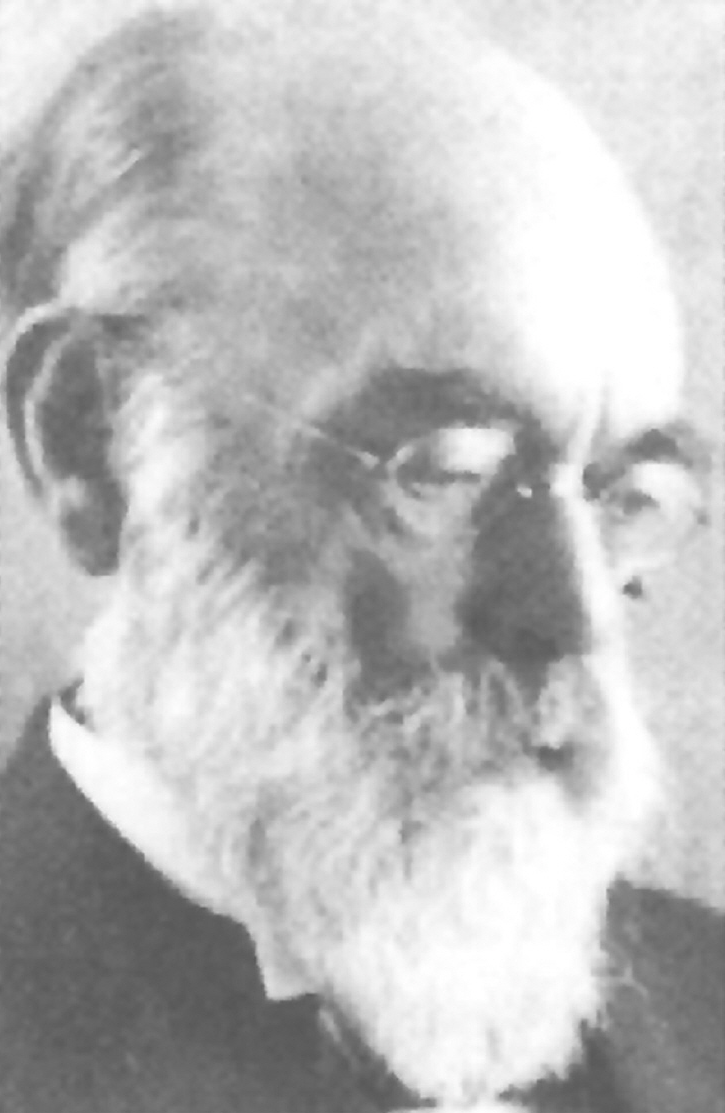
Josef Georg Wagenhäuser

Joseph Georg Wagenhäuser (* 19. April 1852 in Würzburg; † 9. April 1931 in Tübingen) war Professor der Ohrenheilkunde und Gründer der Tübinger Ohrenklinik.

## Leben
Joseph Wagenhäuser begann seine berufliche Karriere nach einem Volontariat bei Hermann Schwartze in Halle 1876 in Würzburg  bei Anton von Tröltsch, wohin er wieder zurückwechselte. Anton von Tröltsch war der Begründer der Deutschen Ohrenheilkunde und Miterfinder des Ohrenspiegels. Wagenhäuser war von Tröltschs Lieblingsschüler und heiratete dessen Tochter Clara Aline Elisabetha Freiin von Tröltsch (1861–1954). 1882 nahm er eine Stelle in Tübingen an der Chirurgischen Klinik an. Er entwickelte sich zu einem ausgezeichneten Ohrchirurgen und baute ab 1888 die Tübinger Ohrenklinik, die spätere HNO-Klinik, auf.

## Werke (Auswahl)
- Zur Casuistik und Geschichte des in die Lunge perforirenden Empyem. München 1878
- Doppelseitiges Othaematom. Arch. f. Ohrenheilkde. XIX., 1883, S. 58
- Sublimat bei chronischen Eiterungen des Ohres. Refer. Arch. f. Ohrenheilkde. XX., 1884, S. 292
- Zur Histologie der Ohrpolypen. Centrale Cholesteatombildung. Arch. f. Ohrenheilkde., XX., 1884
- Beiträge zur Pathologie und pathologischen Anatomie des Ohres. In: European archives of oto-rhino-laryngology and head & neck, ISSN 1434-4726, Vol. 26 (1887), S. 1–32
- Hermann Schwarzte (Hrsg.): Handbuch der Ohrenheilkunde. F.C.W. Vogel, Leipzig 1893, neben anderen Mitarbeit von Joseph Wagenhäuser